# Ricardo Vignini
Ricardo Vignini (nascido na cidade de São Paulo em 1973) é um violeiro, compositor, professor de música e produtor fonográfico e cultural brasileiro.
Também atua como pesquisador de musica tradicional. O selo Folguedo, dedicado à música caipira é de sua propriedade.
É endorse da corda de viola americana D'Addario no Brasil.
É membro fundador da banda Matuto Moderno e também integra o duo Moda de Rock, com o violeiro Zé Helder. Gravou mais de vinte álbuns, entre discos solo e com suas bandas.

## Carreira
Estudou na ULM São Paulo entre 1991 e 1992. Começou tocando guitarra e em 1996 passou a tocar viola.
Em 1999, participa da fundação do sexteto paulistano Matuto Moderno.
Em 2003, dividiu o palco com o artista americano Bob Brozman, em sua turnê brasileira. Em 2006 e 2008, o mesmo aconteceu com Woody Mann.
Em 2007, ao lado do violeiro Zé Helder cria o duo Moda de Rock. O trabalho surgiu quando os professores resolveram mostrar o potencial da viola para os alunos e ao mesmo tempo reviver a trilha sonora da sua adolescência.
Em 2010 lançou seu primeiro CD solo Na Zoada do Arame.
Em 2011, sai o CD Moda de Rock – Viola Extrema, que logo conquistou a mídia. Ainda em 2011, ganhou o Prêmio ProAC SP, fato que se repetiria em 2014 e 2016.
Em 2015, participou do Rock in Rio tocando com Lenine, do qual havia participado do CD Carbono. No mesmo ano, conquistou o Prêmio da Música Brasileira – Funarte 2015.
Em 2016, foi lançado o CD Moda de Rock II, que recebeu o prêmio ProAC da Secretaria de Estado da Cultura de São Paulo. O álbum trazia versões de bandas como Metallica, Iron Maiden, Pink Floyd, Sepultura e novidades como Queen, Dire Straits, Slayer e Ramones.
Em 2018, lançou o CD solo Rebento. No mesmo ano, lança pelo duo Moda de Rock o álbum Moda de Rock Toca Led Zeppelin, que incluem vocais pela primeira vez em duas músicas.
Em 29 de outubro de 2021, lança o álbum solo Raiz.
Em 14 de julho de 2022, sai o quarto álbum de estúdio da dupla Moda de Rock, chamado Moda de Rock Brasil, totalmente dedicado ao rock nacional.

## Discografia
Discografia – Solo
CD Físico e Digital – Raiz (Folguedo e Tratore) 2012
CD Digital – Cubo (Folguedo/Tratore) 2020
CD Digital – Sessões Elétricas Para Um Novo Tempo (Folguedo/Tratore) 2020
CD Digital – Reviola (Folguedo/Tratore) 2020
CD Digital – Viola De Lata Ao Vivo (Folguedo/Tratore) 2019
CD Físico e Digital – Viola de Lata (Folguedo Tratore) 2019
CD Físico e Digital – Rebento (Folguedo/Tratore) 2017
CD Físico e Digital – Na Zoada do Arame (Folguedo/Tratore) 2010
Discografia – Moda de Rock (Ricardo Vignini & Zé Helder)
CD Físico e Digital – Moda de Rock Brasil (Folguedo e Tratore) 2022
CD Físico e Digital – Moda de Rock Toca Led Zeppelin (Folguedo/Tratore) 2018
CD Físico e Digital – Moda de Rock II (Folguedo/Tratore/ProAc ) 2016
DVD e CD Digital – Moda de Rock Ao Vivo com participações de Pepeu Gomes, Kiko Loureiro e Os Favoritos da Catira (Folguedo/Tratore) 2013
CD Físico e Digital – Moda de Rock & Viola Extrema (Folguedo/Tratore) 2010
Discografia – Matuto Moderno
CD Digital – Matuto Moderno 20 Anos Ao Vivo! Participações de Andreas Kisser, André Abujamra, Pereira da Viola e Chico Lobo (Folguedo/Tratore) 2019
CD Físico e Digital – Matuto Moderno 5 (Folguedo/Tratore) 2013
CD Físico e Digital – Empreitada Perigosa (Folguedo/Tratore) 2009
CD Físico e Digital – Razão da Raça Rústica (Folguedo/Tratore) 2005
CD Físico e Digital – Festeiro (Folguedo/Tratore) 2002
CD Físico e Digital – Bojo Elétrico (Folguedo/Tratore) 2000
Discografia – Outras parcerias
CD Fisico, Digital e LP – Terra Livre (Lusitanian Music e Rastilho Lançamento em Portugal) 2023
CD Digital – Viola Caipira Duas Gerações com Índio Cachoeira e Ricardo Vignini Ao Vivo (Folguedo/Tratore) 2020
CD Físico e Digital – Nós do Rock Rural – Tuia, Tavito, Vignini, Zé Geraldo e Guarabyra (Kuarup) 2019
CD Físico e Digital – Viola Caipira Duas Gerações com Índio Cachoeira e Ricardo Vignini (Prêmio da Música Brasileira Funarte / Folguedo / Tratore) 2015
CD Físico e Digital – Mano Sinistra (Folguedo/Tratore) 2014
CD Físico e Digital – Cheap Tequila (Folguedo/Tratore) 1998
Fonte: Discografia na página oficial do artista.